# Heraclia
Heraclia är ett släkte av fjärilar. Heraclia ingår i familjen nattflyn.

## Bildgalleri

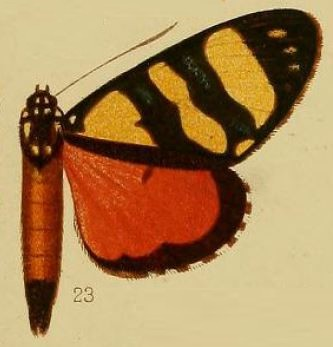
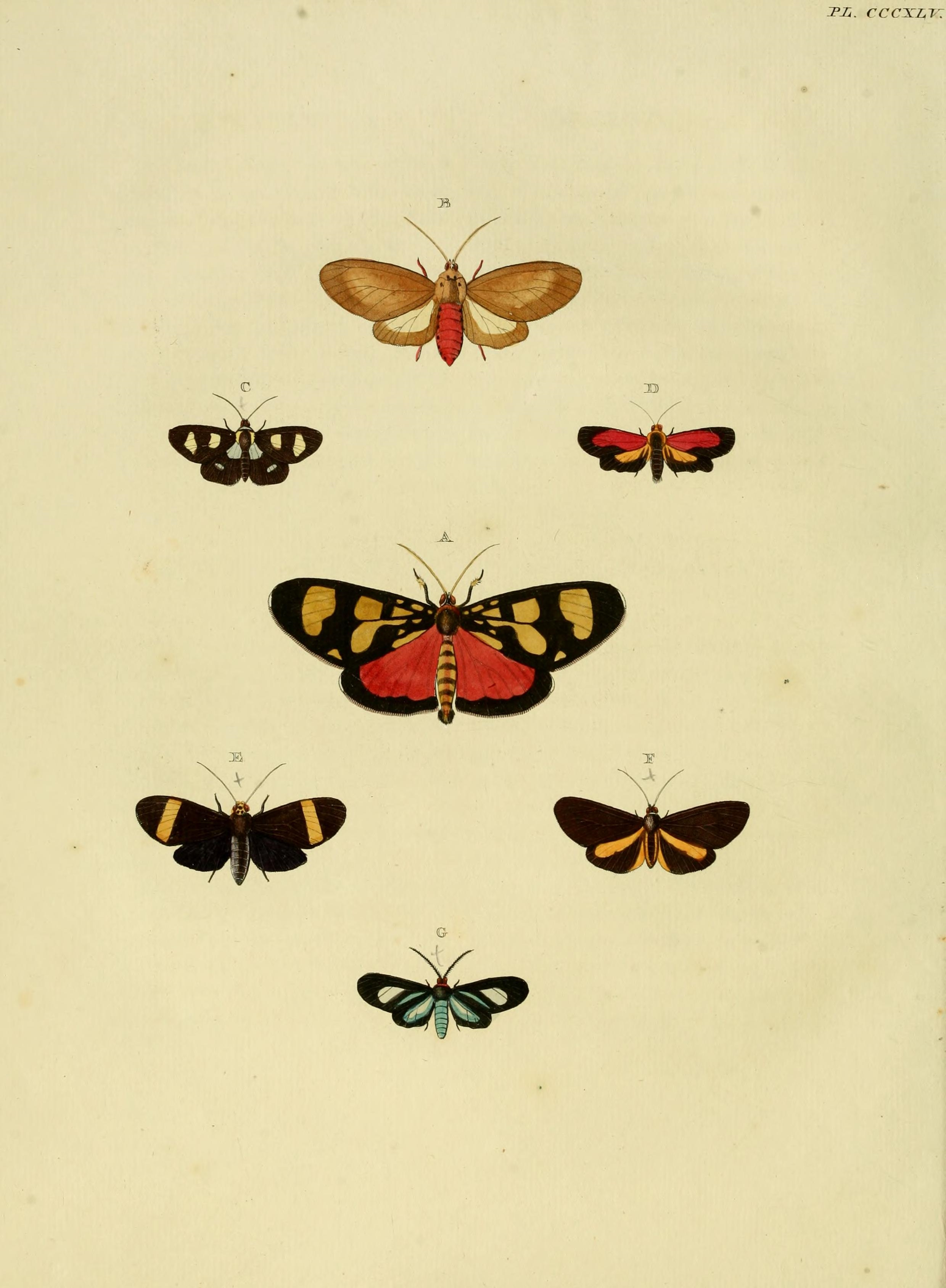
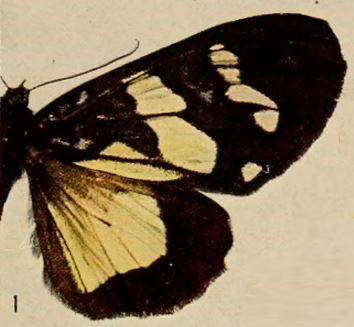
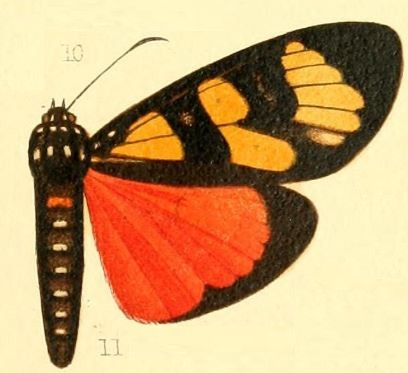
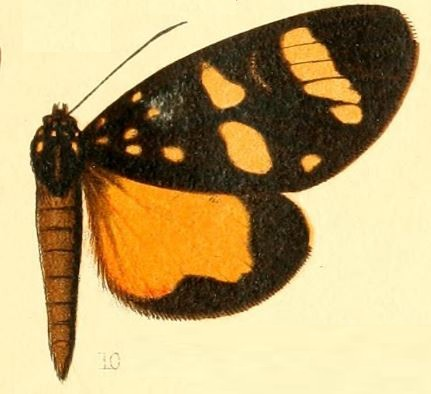
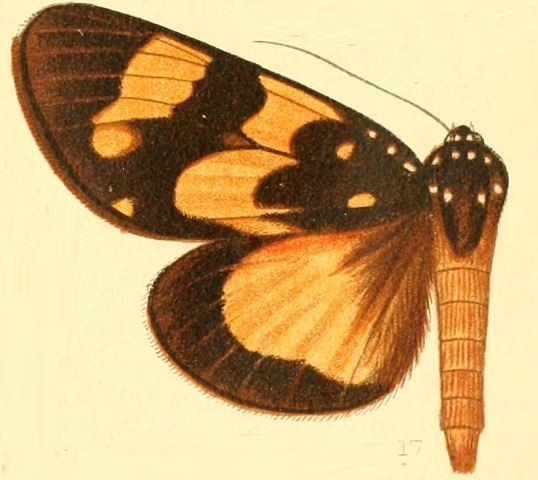

## Dottertaxa tillHeraclia, i alfabetisk ordning[1]
- Heraclia abacata
- Heraclia adulatrix
- Heraclia aemulatrix
- Heraclia africana
- Heraclia aisha
- Heraclia albocincta
- Heraclia alice
- Heraclia angustella
- Heraclia annulata
- Heraclia atribasalis
- Heraclia atrifusa
- Heraclia atriventralis
- Heraclia aurantiaca
- Heraclia aurea
- Heraclia barnsi
- Heraclia basalifasciata
- Heraclia batesi
- Heraclia bodaensis
- Heraclia buchholzi
- Heraclia butleri
- Heraclia campala
- Heraclia catarhodia
- Heraclia catori
- Heraclia comaria
- Heraclia completa
- Heraclia contigua
- Heraclia deficiens
- Heraclia diffusa
- Heraclia discosticta
- Heraclia doenitzi
- Heraclia duplicata
- Heraclia durbania
- Heraclia egregia
- Heraclia elongata
- Heraclia eoa
- Heraclia euphemia
- Heraclia falkensteini
- Heraclia fatima
- Heraclia flava
- Heraclia flavipennis
- Heraclia flavisignata
- Heraclia flaviventris
- Heraclia geryon
- Heraclia grandialata
- Heraclia gruenbergi
- Heraclia hollandi
- Heraclia hornimani
- Heraclia houyjensis
- Heraclia hypercompoides
- Heraclia inconguens
- Heraclia indecisa
- Heraclia interniplaga
- Heraclia jacksoni
- Heraclia jugans
- Heraclia karschii
- Heraclia kirbyi
- Heraclia kivuensis
- Heraclia limbomaculata
- Heraclia littera
- Heraclia lomata
- Heraclia longipennis
- Heraclia mabillei
- Heraclia maculipes
- Heraclia medeba
- Heraclia medgensis
- Heraclia melanchiton
- Heraclia melanosoma
- Heraclia meretrix
- Heraclia meridionalis
- Heraclia minchini
- Heraclia minerva
- Heraclia mons-lunensis
- Heraclia mozambica
- Heraclia nandi
- Heraclia neavi
- Heraclia niepelti
- Heraclia nigridorsa
- Heraclia nigriventris
- Heraclia niveosparsa
- Heraclia nobela
- Heraclia nugatrix
- Heraclia ochracea
- Heraclia pallida
- Heraclia pampata
- Heraclia pardalina
- Heraclia partita
- Heraclia pentelia
- Heraclia perdix
- Heraclia perpallida
- Heraclia poggei
- Heraclia rufoides
- Heraclia ruwensorica
- Heraclia sassana
- Heraclia schoutendeni
- Heraclia separata
- Heraclia signata
- Heraclia smithii
- Heraclia subfascia
- Heraclia suda
- Heraclia superba
- Heraclia tanganyikana
- Heraclia terminatis
- Heraclia tessmani
- Heraclia thruppi
- Heraclia transiens
- Heraclia triseriata
- Heraclia ugandana
- Heraclia viettei
- Heraclia xanthopyga
- Heraclia zenceri
- Heraclia zenkeri
- Heraclia zeodita